# Proniewicze
Proniewicze (białorus. Праневічы) – wieś w Polsce położona w województwie podlaskim, w powiecie bielskim, w gminie Bielsk Podlaski.

## Historia
Miejscowość założona około 1536 r.
Proniewicze to dawna wieś królewska, która w 1795 roku znajdowała się w starostwie bielskim w ziemi bielskiej województwa podlaskiego.
Według Pierwszego Powszechnego Spisu Ludności z 1921 roku Proniewicze były wsią liczącą 40 domów i zamieszkałą przez 224 osoby (124 kobiety i 100 mężczyzn). Większość mieszkańców miejscowości (w liczbie 191 osób) zadeklarowała wówczas wyznanie prawosławne, pozostali podali kolejno: wyznanie rzymskokatolickie (31 osób) oraz wyznanie mojżeszowe (2 osoby). Podział religijny mieszkańców wsi niemal całkowicie odzwierciedlał ich strukturę narodowościowo-etniczną, gdyż większość mieszkańców Proniewicz stanowiły osoby narodowości białoruskiej (186 osób); reszta zgłosiła następujące narodowości: polską (36 osób) oraz żydowską (2 osoby). W okresie międzywojennym miejscowość znajdowała się w gminie Wyszki.
W latach 1975–1998 miejscowość administracyjnie należała do województwa białostockiego.

## Zabytki
- drewniana chałupa (nr 29), 2 poł. XIX, nr rej.:543 z 17.11.1983[11].

## Inne
We wsi znajduje się cmentarz prawosławny założony w XIX wieku.
W strukturze Kościoła prawosławnego wieś należy do parafii pw. św. Michała Archanioła w pobliskim Bielsku Podlaskim, a wierni kościoła rzymskokatolickiego do parafii Matki Bożej z Góry Karmel w Bielsku Podlaskim.
Przez wieś przebiega droga krajowa nr 19.